# Жизнен цикъл на клетка
Клетъчен жизнен цикъл е последователността от растеж на клетката, подготовка за делене и разделянето ѝ на две дъщерни клетки.

## Особености
При различните видове клетки жизненият път е различен. За прокариотните клетки е характерно бързо редуване на растеж и делене, при което жизненият път на отделните клетъчни поколения е твърде кратък. При свободно живеещите едноклетъчни еукариоти, като например амебата, също се наблюдава такова циклично редуване на процесите. Тези клетки са всъщност безсмъртни, стига да се намират в среда с нормални условия за съществуване – храна, температура и др.
При многоклетъчните растения и животни в началото на зародишното развитие при всички клетки се наблюдава също редуване на растеж и делене, но във възрастния организъм този цикъл се запазва само за някои клетки. Например в растенията това са клетките на образователната тъкан на кореновите връхчета, а в животните – епителните клетки на тънкото черво. Мнозинството клетки на възрастните организми преминават през цикъла много бавно или излизат от него завинаги. Тези клетки спират да се делят и съществуват в непроменен вид до смъртта си, която настъпва поради заболяване или остаряване (кръвните клетки), или до смъртта на целия организъм (мускулните и нервните клетки в животните, покривните и паренхимните клетки в растенията). Такива клетки са специализирани за изпълнение на определена функция. Специализирайки се обаче, те загубват способността си да се делят. Следователно за едни клетки жизненият път преминава в цикъла растеж – делене, а за други продължава без делене до смъртта.
В клетките, които се делят може да се разграничат два периода (фази), обхващащи две последователни групи процеси: растеж и подготовка на клетката за делене – интерфаза (време между две деления) и самото делене – митоза. Тъй като тези процеси са обвързани с деленето на клетката, те съставят митотичен цикъл. В такива случаи митотичният цикъл съвпада с жизнения цикъл (зародишни клетки, туморни клетки). Обикновено интерфазата продължава 20 – 30 часа, докато митозата 0,5 – 3 часа.
Подобна картина се наблюдава и в прокариотните клетки – техният жизнен цикъл се припокрива изцяло с цикъла на делене (но те не се делят чрез митоза).
Жизненият цикъл съвпада с митотичния, когато клетката след възникването си навлиза в подготовка за ново делене.
През интерфазата клетката увеличава масата си, като синтезира разнообразни белтъци. Сред тях важно място заемат белтъци, необходими за деленето – за изграждане на делително вретено и ядрени белтъци.
Най-важното събитие, подготвящо митозата, е удвояването на генетичния материал на клетката – репликацията на ДНК. В края на интерфазата клетката се запасява с енергия чрез синтеза на АТФ, която ще бъде необходима за протичане на митозата.
След като се появяват в резултат на делене, клетките на многоклетъчния организъм могат да не влязат в подготовка за ново делене (в нова интерфаза), а да поемат път на специализация. Тъй като при специализирането в организма се появят различни групи от клетки със специфична функция, процесът се нарича клетъчно диференциране. Тези групи от клетки оформят тъканите.

## Любопитно
Червените кръвни клетки например, както и други клетки на кръвта, произлизат от недиференцирани кръвотворни клетки на червения костен мозък. Диференцирането на тези клетки се изразява в: намаляване размера на клетката, придобиване на дисковидна форма, изчезване на ядрото и на цитоплазмените органели (при бозайниците), образуване и натрупване на хемоглобин, който пренася О2 и СО2, и същевременно загубване на делителната способност.
При растителните клетки между деленето и диференцирането протича фаза, в която те увеличават размерите си повече от 50 пъти.